# Masaj

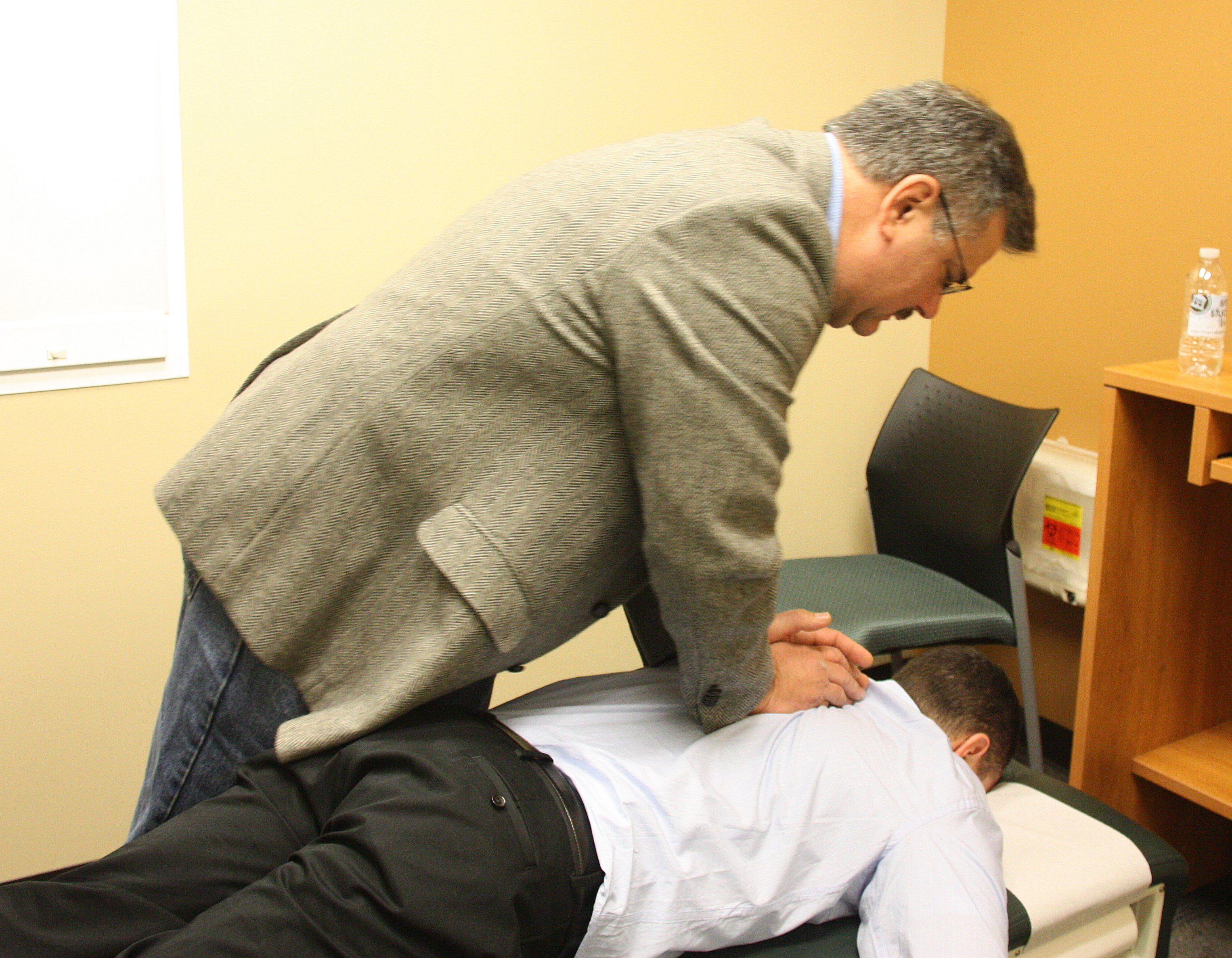

Masajul reprezintă un set de manevre de tip manual sau tehnic, prin care se ia contact cu tegumentul pentru a stimula pielea și țesuturile adiacente, cu scopul determinării unor reacții vasculare, biochimice, de stimulare senzitivă și de inducere de reacții de tip reflex în vecinătatea zonei de masaj sau la distanță. Scopul inducerii unor astfel de reacții poate fi igienic, profilactic, terapeutic și/sau recuperator. 
Cuvântul provine din franceză massage "fricțiunea frământată", care, la rândul său, provine de la cuvântul arăbesc "مس massa" care înseamnă "a atinge, a simți".
Manevrele implică acționarea asupra corpului cu presiune – structurată, nestructurată, staționară sau în mișcare – tensiune, mișcare, vibrație, manual sau cu ajutorul unor ajutoare mecanice. Țesuturile vizate pot include mușchi, tendoane, ligamente, piele, articulații, sau alte țesuturi de tip conjunctiv, ca de asemenea și vasele limfatice sau organele din sistemul gastrointestinal. 
Masajul manual poate fi aplicat cu ajutorul mâinilor, a degetelor, coatelor, genunchilor, frunții si picioarelor. Există peste 80 de modalități de masaj recunoscute. Printre motivele cele mai des citate în justificarea introducerii masajului ca terapie se află cererile clienților și eficacitatea clinică percepută.
În mediile profesionale, masajul implică așezarea clientului pe o masa de masaj, așezarea acestuia pe un scaun de masaj sau întinderea acestuia pe o saltea, pe podea. Subiectul supus masajului poate fi dezbrăcat complet sau parțial. Anumite părți ale corpului pot fi acoperite cu prosoape sau cearceafuri.

## Clasificare
După scop:
- Cosmetic:

- Igienic
- Estetic

- De întreținere
- Medical:

- Profilactic
- Terapeutic

- Clasic
- Reflex

- Recuperator

După modalitatea de aplicare:
- Manual
- Tehnic

## Scopul masajului

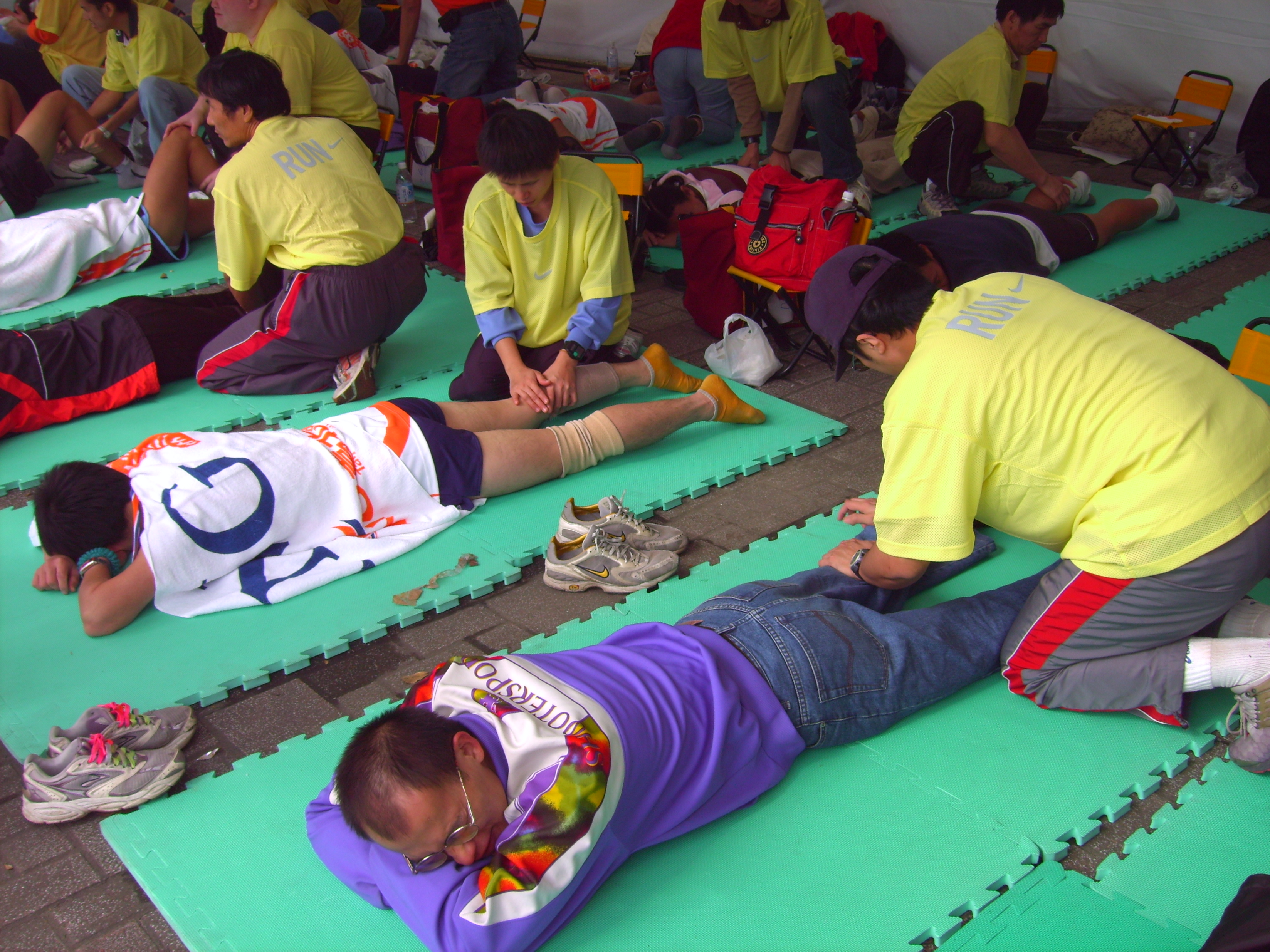
Participanți la maraton

1. Masajul este utilizat în aproape toate instituțiile medicale, precum și în saloanele de înfrumusețare.
2. De asemenea, masajul este folosit în practica sportivă.
3. Masajul erotic este folosit numai în sălile de masaj erotice specializate.
4. Pentru masajul acasă, masajele electrice moderne au o popularitate largă.
5. Scaunele de masaj pot fi găsite adesea în centrele comerciale.

## Indicații pentru masaj
1. În primul rând, masajul este prezentat oamenilor sănătoși pentru prevenirea diferitelor boli și menținerea tonului.
2. Mialgie, miozită
3. Dureri de cap
4. Durerea în spate, talie, gât, cauzată de procesele degenerative-distrofice ale coloanei vertebrale (osteochondroza și în special radiculita).
5. Consecințele vânătăi, întinderea mușchilor, tendoanelor și ligamentelor.
6. Fracturi la toate etapele vindecării.
7. Tulburări funcționale după fractură și dislocare (rigiditate articulară, modificări ale mușchilor, fuziune de țesut cicatricial).
8. Artrita și artroza, inclusiv stadiul reumatoid, subacut și cronic.
9. Ulcerul al stomacului și al duodenului (în afara bolii acute, vindecat).
10. Nevrologia și nevrita în stadiu - dincolo de agravare.
11. Paralizie, atât spastică cât și flască.
12. Insuficiență cardiacă cronică.
13. Angină pectorală.
14. Hipertensiunea arterială. Boala hipertensivă
15. Hipotensiunea arterială
16. Perioada de reabilitare după infarctul miocardic
17. Gastrită cronică
18. Constipație - încălcarea funcției motorii intestinului gros
19. Bronșită - într-o etapă subacută și cronică
20. Pneumonie - în perioada de convalescență și formă cronică
21. Astm bronșic

## Mișcările de bază ale masajului
1. Mișcările de effleurage, sunt mișcări mangăietoare, de alunecare, executate cu fața palmei sau pulpa degetelor, la începutul și sfârșitul seansului de masaj, și în alternanță cu mișcările energetice. Se execută pe direcție liniară, circulară, în spirală, în zigzag și în foarfece.
Scopul acestor mișcări este:
- de luare de contact cu pielea clientului;
- de intindere a cremei/uleiului pe suprafața ce urmează a fi masată;
- ușurează pătrunderea cremei și a substanțelor biologice în piele, obținându-se o gresare, catifelare și hrănire a pielii;
- de a produce relaxarea, executate lent, fără prea mare presiune;
- executate rapid, cu presiune moderată, produc activarea circulației, o bună hrănire, stimularea terminațiilor nervoase și împrăștierea edemelor.

2. Mișcările energice, sunt mișcări de profunzime ce se adresează dermului și hipodermului.
Scopul lor este de:
- stimulare a: circulației sanguine și limfatice, funcțiilor sebosudorale, terminațiilor nervoase, țesutului muscular;
- golire a foliculilor polisebacei de surplusul de sebum și transpirație;
- împrăștiere a depozitelor de grăsimi din țesutul celuloadipos subcutanat.

Aceste mișcări sunt: pianotatul, pălmuitul, fricționatul, frământatul, ciupitul, tapotatul si arpegiul.
a)  Pianotatul:  mișcare rapidă, asemănătoare cu alunecarea degetelor pe clapele unui pian; se execută cu fața palmară a degetelor, mâinile lucrând simultan.
Efecte: stimularea terminațiilor nervoase; efect bun asupra ridurilor superficiale.
Regiunile unde se execută: în jurul ochilor, pe santul nazogenian, regiunea geniană.
Direcția de execuție: liniară și circulară.
b)  Pălmuitul:  mișcare rapidă; se execută cu ultimele trei degete unite, care lovesc fața ușor, de jos în sus; mâinile lucrează alternativ.
Efecte:  stimulare a circulației sanguine și limfatice, și a tonusului muscular; împrăștiere a depozitelor de grăsimi din regiunea submentonieră.
Regiunile unde se execută: geniană, submentonieră și mentonieră.
Direcția de execuție: liniară.
c)  Fricționatul:  mișcare executată cu dosul falangelor pe direcție circulară, în timp ce falangele execută între ele o mișcare de „du-te – vino”; mâinile lucrează simultan.
Efecte:  stimulare a circulației sanguine; executat în direcția circulației venoase cu o oarecare presiune are efect decongestiv.
Regiunile unde se execută: geniană, gât și decolteu.
Direcția de execuție: liniară și circulară.
d)  Frământatul:  mișcare de profunzime, asemanătoare framântatului de aluat; se prinde pielea și țesutul subcutanat și se rulează între index, mediu și inelar, spre police; mâinile lucrează alternativ.
Efecte: stimularea circulației sanguine și limfatice, funcțiilor sebosudorale,  tonusului muscular și fibrelor elastice din derm; golirea foliculilor polisebacei de surplusul de sebum și transpirație; îndepărtarea deșeurilor cutanate de la suprafața pielii.
Regiunile unde se execută: geniană.
Direcția de execuție: liniară, circulară, orizontală și verticală.
e)  Ciupitul:  mișcare rapidă, asemănătoare unei ciupituri; cu mediul și policele se prinde pielea și țesutul subcutanat, se ridică ușor și se eliberează rapid;  mâinile lucrează alternativ și execută o mișcare amplă de rotație în aer.
Efecte: stimularea circulației sanguine si limfatice, funcțiilor sebosudorale,  eficiența la tenurile plaide, atone, cu circulație sanguină deficitară.
Regiunile unde se execută: geniană.
Direcția de execuție: liniară.
f)  Tapotatul:  mișcare de lovire ușoară; se execută cu fața palmară a degetelor sau cu toată palma; mâinile lucrează simultan.
Efecte:  stimulare a circulației sanguine si limfatice, țesutului elastic si terminațiilor nervoase; îndepărtarea deșeurilor cutanate de la suprafața pielii.
Regiunile unde se execută: geniană.
Direcția de execuție: circulară.
g)  Arpegiul:  se aseamana ca executie cu pianotatul, cu deosebirea ca degetele aluneca pe suprafata masata si nu o lovesc; mainile lucreaza alternativ sau simultan.
Efecte: stimulare a circulatiei sanguine si limfatice, a tonusului muscular tesutului elastic si terminatiilor nervoase.
Regiunile unde se executa: geniana, frunte, gat si decolteu.
Directia de executie: liniara si in evantai de la degetul index la degetul mic, si invers.
3. Mișcările vibratorii, se realizează prin încordarea antebrațului. Sunt de două feluri:
- vibrații plane: se execută cu fața palmară, realizând o alunecare vibrată în regiunea geniană și frunte;
- vibrații punctate: se execută cu pulpa degetului mediu al mâinii drepte în foarfecele format de indexul și mediul mâinii stângi, in regiunea frunții.

Efecte: relaxare; executate pe direcția circulației venoase, decongestionare.
Se execută la sfârșitul masajului, completate de presiuni punctate, cu pulpa degetului mediu în unghiul intern al ochilor, fosa temporală și regiunea preauriculară. Prin aceste presiuni se realizează tot o relaxare, datorită opririi, pentru un timp foarte scurt, a circuitului nervos.
Vibrațiile se mai execută și la sfârșitul mișcărilor din regiunea frunții și ochilor, cu același efect – relaxarea.

## Vezi și
- Spa
- Kinetoterapie